# Poa glauca ssp. glauca
Poa glauca ssp. glauca là một phân loài cỏ trong họ hòa thảo, thuộc chi poa.